# Cristian Rodríguez (Tennisspieler)
Cristian Rodríguez (* 24. Juni 1990 in Bogotá) ist ein kolumbianischer Tennisspieler.

## Karriere
Cristian Rodríguez spielt hauptsächlich auf der ATP Challenger Tour und der ITF Future Tour. Er konnte bislang drei Doppelsiege auf der Future Tour feiern. Auf der Challenger Tour gewann er das Doppelturnier von Todi im Jahre 2013. Im April 2018 erreichte er mit dem 362. Rang seine höchste Platzierung in der Weltrangliste.
2018 debütierte er für die kolumbianische Davis-Cup-Mannschaft.

## Erfolge
| Legende (Anzahl der Siege) |
| Grand Slam                 |
| ATP Finals                 |
| ATP Tour Masters 1000      |
| ATP Tour 500               |
| ATP Tour 250               |
| ATP Challenger Tour (15)   |

### Doppel

#### Turniersiege
| Nr. | Datum              | Turnier           | Belag     | Partner             | Finalgegner                              | Ergebnis          |
| --- | ------------------ | ----------------- | --------- | ------------------- | ---------------------------------------- | ----------------- |
| 1.  | 6. Juli 2013       | Todi              | Sand      | Santiago Giraldo    | Andrea Arnaboldi Gianluca Naso           | 4:6, 7:62, [10:3] |
| 2.  | 28. August 2021    | Barletta          | Sand      | Marco Bortolotti    | Gijs Brouwer Jelle Sels                  | 6:2, 6:4          |
| 3.  | 25. September 2021 | Ambato            | Sand      | Diego Hidalgo       | Alejandro Gómez Thiago Agustín Tirante   | 6:3, 4:6, [10:3]  |
| 4.  | 22. Januar 2022    | Concepción        | Sand      | Diego Hidalgo       | Francisco Cerúndolo Camilo Ugo Carabelli | 6:2, 6:0          |
| 5.  | 29. Januar 2022    | Santa Cruz        | Sand      | Diego Hidalgo       | Andrej Martin Sam Weissborn              | 4:6, 6:3, [10:8]  |
| 6.  | 12. März 2022      | Santiago de Chile | Sand      | Diego Hidalgo       | Pedro Cachín Facundo Mena                | 6:4, 6:4          |
| 7.  | 2. April 2022      | Pereira           | Sand      | Luis David Martínez | Grigori Lomakin Oleh Prychodko           | 7:62, 7:63        |
| 8.  | 7. Mai 2022        | Salvador          | Sand      | Diego Hidalgo       | Orlando Luz Felipe Meligeni Alves        | 7:5, 6:1          |
| 9.  | 23. Juli 2022      | Triest            | Sand      | Diego Hidalgo       | Marco Bortolotti Sergio Martos Gornés    | 4:6, 6:3, [10:5]  |
| 10. | 18. März 2023      | Viña del Mar      | Sand      | Diego Hidalgo       | Luciano Darderi Andrea Vavassori         | 6:4, 7:65         |
| 11. | 24. Juni 2023      | Cali              | Sand      | Guido Andreozzi     | Orlando Luz Oleh Prychodko               | 6:3, 6:4          |
| 12. | 19. August 2023    | Stanford          | Hartplatz | Diego Hidalgo       | Julian Cash Henry Patten                 | 6:71, 6:4, [10:8] |
| 13. | 14. Oktober 2023   | Buenos Aires      | Sand      | Diego Hidalgo       | Fernando Romboli Marcelo Zormann         | 6:3, 6:2          |
| 14. | 7. September 2024  | Shanghai          | Hartplatz | Matthew Romios      | Rithvik Choudary Bollipalli Arjun Kadhe  | 7:64, 1:6, [10:7] |
| 15. | 17. August 2025    | Barranquilla      | Hartplatz | Benjamin Kittay     | Taha Baadi Dan Martin                    | 6:2, 6:4          |